# Jelsa
Jelsa (olaszul: Gelsa) falu és község Horvátországban, Split-Dalmácia megyében, Hvar szigetén.

## Fekvése
Splittől 43 km-re délkeletre, a stari gradi kompkikötőtől 9 km-re délkeletre, a Hvar sziget északi partján fekvő öbölben, Brač szigeti Bol településsel szemben fekszik. Fenyőerdők, szőlő- és olívaültetvények, levendulamezők övezik. Jelsa városias jellegű település, nagy kikötővel. Splittel és a Brač szigetén levő Bollal hajójáratok kötik össze.

## A község települései
Közigazgatásilag Jelsán kívül Gdinj, Gromin Dolac, Humac, Ivan Dolac, Pitve,Poljica, Svirče, Vrboska, Vrisnik, Zastražišće és Zavala települések tartoznak hozzá.

## Története
Jelsa területe már az ókorban lakott volt, ezt bizonyítja a falutól délkeletre található Tor görög-illír várának maradványa. A rómaiak a második római–illír háborúban, i. e. 219-ben foglalták el a szigetet. Később Illyricum római tartomány része volt. A horvátok ősei a 8. században települtek itt le, a 10. században már a neretvánok területének része volt. A 11. században a neretvánok területeivel együtt a középkori Horvát Királyság részét képezte. Ezután felváltva hol a horvát-magyar királyok, hol a bizánci császárok, hol a velenceiek uralma alatt volt.
A mai Jelsát a 14. században alapították a közeli Pitve település kikötőjeként. A kis halászfaluból a hajóépítés és a tengerészet révén vált jelentős településsé. Magja a Szent János templom körül alakult ki. 1420-ban Dalmáciával együtt több évszázadra a Velencei Köztársaság fennhatósága alá került. A ciprusi háború idején, 1571. augusztus 17-én, amikor a török flotta megtámadta Hvar szigetét, Jelsa a többi településsel ellentétben jelentős ellenállást tudott kifejteni. 1573-ban tovább erősítették a Szent Fábián és Sebestyén plébániatemplomot, mely erődített formáját még 1535-ben kapta. A település régi vára elkülönülten a sziget védőfalaitól a Gradina-félsziget nyugati részén volt.
A velencei uralomnak 1797-ben vége szakadt és osztrák csapatok vonultak be Dalmáciába. 1806-ban a sziget az osztrákokat legyőző franciák uralma alá került, de Napóleon lipcsei veresége után 1813-tól újra az osztrákoké lett. 1857-ben 808, 1910-ben 1549 lakosa volt. A település 1918-ban az új szerb-horvát-szlovén állam, majd később a Jugoszláv Királyság része lett. A második világháború után a szocialista Jugoszláviához került. 1991-től a független Horvátország része. 2011-ben 1801 lakosa volt.

## Népesség
| Lakosság változása | Lakosság változása | Lakosság változása | Lakosság változása | Lakosság változása | Lakosság változása | Lakosság változása | Lakosság változása | Lakosság változása | Lakosság változása | Lakosság változása | Lakosság változása | Lakosság változása | Lakosság változása | Lakosság változása | Lakosság változása |
| ------------------ | ------------------ | ------------------ | ------------------ | ------------------ | ------------------ | ------------------ | ------------------ | ------------------ | ------------------ | ------------------ | ------------------ | ------------------ | ------------------ | ------------------ | ------------------ |
| 1857               | 1869               | 1880               | 1890               | 1900               | 1910               | 1921               | 1931               | 1948               | 1953               | 1961               | 1971               | 1981               | 1991               | 2001               | 2011               |
| 808                | 1.104              | 1.238              | 1.504              | 1.557              | 1.549              | 1.616              | 1.513              | 1.480              | 1.263              | 1.382              | 1.433              | 1.637              | 1.792              | 1.798              | 1.801              |

## Nevezetességei
- A kikötő jobb oldalán üzletek, kávéház, idegenforgalmi hivatal, majd a városból kivezető villasor, kemping mellett, jutunk a Milna-öbölbe. A kikötő bal oldalán a szállodasor található.
- A régi várost a domboldalon találjuk. Itt áll az 1331-ben eredetileg kora gótikus stílusban épített, 1535-ben erődszerűen kiképzett apszisú Mária mennybevétele plébániatemplom is.[4] Neoreneszánsz homlokzatát a 19. század második felében, Ferenc József császár házassága idején kapta. Ma négy kápolnája van, melyek közül a két nagyobb 17. századi, a két kisebb pedig 19. századi. Az első kápolnában látható az Istenanyát Szent Fábián és Sebestyén vértanúkkal ábrázoló kép, P. de Coster flamand származású velencei festőművész alkotása.
- A plébániatemplom alatt található a központi tér a Pjaca, a helyiek kedvelt találkozóhelye. A tér a 16. század és a 20. század eleje között alakult ki. Nyugati részén fakad a Slatina nevű forrás, mely már az ókorban is oltotta az itteniek szomját. A forrás vizének elvezetésére 1847-ben kis patakot alakítottak ki, mely nagy hozam esetén a vizet a tengerbe vezeti. A tér közepén 1934-ben kutat építettek.
- A plébániatemplom, a harangtorony és a védőfalak között 1970-ben lapidáriumot rendeztek be, ahol mintegy húsz, ókori és kora középkori kőfaragvány található. A legjelentősebbek egy római sírkőlap, Nikola Firentinac egy 14. századi domborműve, egy velencei szárnyas oroszlán és Ivan Obradić kőasztala.
- Az ódon házakból álló utcácskák között áll az érdekes formájú kis barokk Szent János templom,[5] melyet a 17. században építettek. A templom körüli reneszánsz-barokk tér a 17. és a 19. század között alakult ki.
- A Račić-dombon álló Gyógyító Szűzanya templomot[6] 1535-ben építették. Története során kétszer bővítették, 1863-ban épült a nyugati hajó és a harangtorony. Oltárképe a velencei ifjabb Palma alkotása a 17. század elejéről, két faszobra 18. századi, értékes reneszánsz keretben levő ikonja a 16. században készült. A templom búcsúünnepe november 21. amikor több évszázados hagyományként istentiszteletre gyűlnek ide egybe a sziget középső részének hívei.
- A Szent Rókus templomot[7] 1601-ben említik először, építése a 16. század második felében történt. Több alkalommal bővítették és átépítették, utoljára 1999-ben újították meg. Oltárképe a felhők közötti Szűz Máriát ábrázolja jobb oldalán Páduai Szent Antallal és a térdelő Szent Rókussal. A velencei ifjabb Palmának tulajdonított alkotás a 17. századból.
- A Mihály arkangyal templomot[8] 1463-ban a Radašinić testvérek építették gótikus stílusban. A 18. század második felében bővítették. Ekkor készült a barokk nyugati homlokzat és az új oltár, mely mögött a falon a sárkányt legyőző Szent Mihály látható Szent Péter és Pál apostolok társaságában.
- Az egykori mocsártól kiszárított részen 1870-ben parkot alakítottak ki, mely talán az egyik legszebb park Dalmáciában. Szépségét a hatalmas nyárfák, fenyők és pálmák, köztük pedig oleánderek, babérok és más mediterrán növények fokozzák. 1923-ban itt állították fel Niko Duboković szobrát, Ivan Rendić szobrászművész alkotását. A part északi részét az 1950-es években rendezték. Ennek a közepén állították fel Antun Dobronić zeneszerző emlékművét, Slavomir Drinković alkotását.
- Jelsából kirándulás tehető a gradinai Ágoston-rendi kolostorhoz és a 11–12. századból való erőd romjaihoz.[9] Az egykori erőd falai részben ma is állnak a Gradina-félsziget nyugati részén, helyenként 2,5 – 3 méteres magasságúak. A romok mintegy 6,5 hektár területet ölelnek fel. A mai temető területén találhatók az 1605 és 1787 között működött kolostor maradványai, melyből mára csak az 1605-ben épített templom maradt fenn.
- A Jelsától délkeletre találhatók Tor illír-görög várának[10] maradványai, melyek az i. e. 4. századból származnak. A várból szemmel lehetett tartani a település kikötőjét és a környező síkságot. A négyszög alaprajzú vár hatalmas méretű kövekből szárazon rakott falakkal épült. A vár alatt a magaslat északi oldalán történelem előtti lakóépületek alapfalai láthatók. A várat valószínűleg a rómaiak rombolták le amikor a második illír háború során i. e. 219-ben legyőzték az illíreket.

- A Tortól nem messze egy 210 méteres magaslaton találhatók a középkori Galešnik várának romjai. A falak által kerített dombtető 20 méter széles, 80 méter hosszú, a falak magassága 4 méter körüli, szélességük 50-60 centiméter. Területe 1520 négyzetmétert tesz ki.
- A Jelsától 11 km-re keletre fekvő Humac falu közelében 239 méteres magasságban találjuk a Grapčeva-barlangot.[11] A barlang tele van látványos sztalagmitokkal és sztalaktitokkal mégsem erről nevezetes. A barlangban volt a hvari civilizáció bölcsője, hiszen a neolitikumból, az i. e. 5. évezredből származó leletek kerültek innen elő. Ezek alapján a mediterrán térség egyik legősibb lelőhelyének tartják.[11]

## Gazdaság
A helyi gazdaság alapját a mezőgazdaság, a szőlő- és olívatermesztés, a halászat, a hajóépítés, a tengerészet és a turizmus képezi. Az öböl körüli mocsaras területeket a 19. században kiszárították, itt épült fel a település új központja. A 19. század közepéig Jelsának nem volt kiépített kikötője. A házak egészen a parti sziklákig értek és a tenger vize mélyen beömlött a mezőre, ahol mocsaras területet hozott létre. A jelsai kikötőt három gát védte, melyek közül a külső a Điga 1907-ben, a két belső közül a jobb oldali Pumpurela 1837 és 1881 között, a baloldali Kanun a világítótoronnyal pedig 1868-ban épült. A 16. század végén és a 17. század elején a Pumpurela mellett a Barozzi család arzenált épített.

## Oktatás
A településen alapiskola működik, ahova nemcsak a jelsai, hanem a környékbeli települések gyermekei is járnak. Ugyanebben az épületben van elhelyezve a középiskola, ahol a nyolc osztály elvégzése után a gimnáziumi, a vendéglátó ipari és a szállodai turisztikai technikusi képzések közül lehet választani.

## Kultúra
- Jelsán múzeum és községi könyvtár működik.
- A település védőszentje a Nagyboldogasszony, melynek ünnepén szentmisét és fesztivált rendeznek.
- 1993 óta minden év július 15. és augusztus 15. között rendezik meg a Matica hrvatska helyi szervezetének rendezésében az Antun Dobronić kulturális estéket. A rendezvények színhelye a Szent János tér és a plébániatemplom. A rendezvények kamarakoncertekből, irodalmi programokból, könyvbemutatókból,  folklórestekből, zenei és színházi előadásokból állnak. Az esték névadója Antun Dobronić zeneszerző, akinek művei rendszeresen szerepelnek az estek programjában.
- Augusztus utolsó hétvégéjén rendezik meg a Jelsai borfesztivált.
- Jelsa hagyományos kulturális és vallási eseménye a „Za kiržen” nevű éjszakai körmenet, melyre nagycsütörtökön kerül sor. Az esemény tulajdonképpen hat körmenet, melyet a sziget középső részének hat plébániatemplomból egyidejűleg indítanak este 10 és reggel 7 óra között. A körmenetek reggelre a kiindulási helyükre térnek vissza. Az éjszakai körmeneten a hívek mintegy 25 km-t tesznek meg csöndben meditálva és imádkozva. Az eseményen Vrbanj, Vrboska, Jelsa, Pitve, Vrisnik és Svirče plébániái vesznek részt. 2010-ben az UNESCO felvette a világ kulturális örökségének listájára.

## Sport
- A településen sportcsarnok szolgálja a kosárlabda, a röplabda és más teremsportok kedvelőit. A helyi szállodák mellett tenisz és minigolf pályák is találhatók.
- A megfelelő ügynökségeken motorcsónakok, motorkerékpárok, kerékpárok, autók bérelhetők. A búvároktatásról és más sportolási igényekről az ügínökségeken, a szállodák recepcióin és a kempingekben lehet érdeklődni.
- Nagyon sikeres a helyi evezősklub működése, melyet Juraj Gamulin alapított 1978-ban. A VK Jelsa sportolói számos világversenyen képviselték már a horvát színeket.
- A településen kézilabdaklub működik. Nagyon népszerű a női labdarúgás, a helyi női csapat hétvégenként a Pelinje-csarnokban teltház előtt lép pályára.
- A település bocsaklubja a BK Muzgavac. 2011 óta paintball pálya működik a településen.

## Híres emberek
- Vinko Buj, akadémikus, pszichológus és filozófus
- Grgo Gamulin, író, művészettörténész
- Tomo Gamulin, tengerbiológus
- Antun Dobronić zeneszerző
- Juraj Dobrović, kortárs képzőművész
- Slavomir Drinković, szobrászművész

## Galéria
- Látkép a plébániatemplommal
- Jelsa központja
- A Gyógyító Boldogasszony templom
- Jelsa központja
- Látkép a tenger felől
- Kikötői kép